# Tiroler Tageszeitung
Die Tiroler Tageszeitung (TT) ist die reichweitenstärkste Tageszeitung im österreichischen Bundesland Tirol. Sie erscheint mit acht lokalen Ausgaben: Schwaz, Reutte, Osttirol, Landeck, Kitzbühel, Kufstein, Imst und Innsbruck. Darüber hinaus ist sie als einzige „Vollredaktion“ Tirols auch in der Hauptstadt Wien präsent.
Die Tiroler Tageszeitung hat werktags eine verkaufte Auflage von 67.096  und sonntags von 78.377  Exemplaren (1. HJ 2023).

## Geschichte
Gegründet wurde die Zeitung am 21. Juni 1945 als Nachfolger der Innsbrucker Nachrichten von den amerikanischen Besatzungstruppen, aber – da nunmehr in der französischen Besatzungszone liegend – schon ab dem 10. Juli 1945 von den französischen Besatzungstruppen herausgegeben. Die Franzosen beabsichtigten, die Redaktion ausschließlich mit österreichischen Journalisten, die durch keine Nazi-Vergangenheit belastet waren, zu besetzen. Dennoch gehörten zahlreiche NS-Belastete zur Gründungsgeneration der Zeitung. Als Gründungschefredakteur wurde Anton Klotz ernannt, der bis 1938 Chef des Bundespressedienstes des Bundeskanzleramts unter Kurt Schuschnigg im Ständestaat gewesen und nach dem Einmarsch nationalsozialistische Herrschaft drei Jahre im Konzentrationslager Buchenwald gefangen gehalten worden war. Die Zeitung sollte durch die Auswahl ihrer Artikel die Bevölkerung entnazifizieren, ihr eine demokratische Gesinnung beibringen und über die politischen, wirtschaftlichen und kulturellen Entwicklungen informieren, die während des Krieges in der Welt stattgefunden hatten. Anton Klotz leitete das Blatt (auch als Geschäftsführender Gesellschafter) bis zu seinem Tod im Jahr 1961.

## Chefredakteure der Tiroler Tageszeitung
- 1945–1961: Anton Klotz
- 1961–1970: Manfred Nayer
- 1970–1982: Hans Thür
- 1981–1985: Klaus Heribert Wolff
- 1985–1992: Josef A. Nowak, Rupert Kerer (Mitglieder der Chefredaktion unter der Leitung von J.S. Moser)
- 1992–1995: Bernhard Platzer, Rudolf Riener
- 1995–2006: Claus Reitan
- 2006–2008: Frank Staud
- 2008–2023: Alois Vahrner, Mario Zenhäusern
- seit 2023: Matthias Krapf, Marco Witting

## Angaben zur Zeitung
Das Online-Angebot der TT hatte gemäß Österreichischer Webanalyse (ÖWA) im zweiten Quartal 2023 etwas über 1 Million UU und erreicht mit rund 21 Millionen Seitenabrufen von etwa 1,5 Millionen Unique Clients.
Laut Österreichischer Media-Analyse (MA) 2022, Tageszeitungen total hatte die Zeitung österreichweit 238.000 Leser und erreicht damit 3,1 % der Österreicher ab 14 Jahren. Im Erscheinungs-Bundesland Tirol erreicht sie in der Kombi mit der TT – Kompakt 233.000 Leser.
Die TT ist Genossenschafter der Austria Presse Agentur.

## Blattlinie
Im Impressum der Tiroler Tageszeitung heißt es:

„Die Tiroler Tageszeitung berichtet als Landeszeitung objektiv und in völliger Unabhängigkeit von politischen und wirtschaftlichen Interessensgruppen. Sie setzt sich ein für die Interessen Tirols, berücksichtigt die Besonderheiten des ökologischen sensiblen Alpenraums, achtet in zeitgemäßer Art die Traditionen des Landes und betont die geistige Einheit Gesamttirols. Die Tiroler Tageszeitung tritt ein für die Freiheit, Würde und Eigenverantwortung des Einzelnen (Personalität), für die Selbstverantwortung kleiner Gemeinschaften (Subsidiarität) und für die Mitverantwortung des Einzelnen in der Gemeinschaft (Solidarität). Die Tiroler Tageszeitung bekennt sich zu den Menschenrechten, zur Parlamentarischen Demokratie, zur freien, sozialen Marktwirtschaft und zur Republik Österreich mit ihrem föderalistischen Aufbau. Die Tiroler Tageszeitung steht für die Meinungsfreiheit und Meinungsvielfalt. Sie lehnt politische Aktivitäten ab, die geeignet sind, die freie, pluralistische Gesellschaftsordnung zu gefährden. Die Tiroler Tageszeitung orientiert sich in ihrer publizistischen Arbeit am Ehrenkodex der österreichischen Presse.“

Allgemein wird die Zeitung als liberal-konservativ beschrieben.
Mehrheitseigentümer des Verlages der Tiroler Tageszeitung Moser Holding AG ist die JS Moser Medienholding GmbH (75,01 %). Geschäftsführer der JS Moser Medienholding GmbH ist Wilfried Stauder, Steuerberater und Politiker (ÖVP).

## TT-Club
Der TT-Club zählt zu den erfolgreichsten Kundenklubs Tirols. Rund 85.000 Club-Mitglieder profitieren von Veranstaltungen, Gewinnspielen, vergünstigten Eintritten, Urlaubsangeboten und anderen Dauervorteilen bei TT-Partnerunternehmen.
Mitglied im TT-Club ist jeder Abonnent, der über ein Vollpreisabonnement (Print und/oder Digital) oder über ein Abonnement mit einer ursprünglichen Laufzeit von mehr als 6 Monaten verfügt.